# Станевский, Иосиф Ромуальдович
Иосиф Ромуальдович Станевский (бел. Іосіф (Юзаф) Рамуальдавіч Станеўскі, пол. Józef Staniewski; род. 4 апреля 1969, Заневичи) — белорусский прелат. Титулярный епископ Табаикары и вспомогательный епископ Гродненского диоцеза с 29 ноября 2013 по 14 сентября 2021. Архиепископ—митрополит Минско-Могилёвский с 14 сентября 2021.

## Биография
Родился 4 февраля 1969 года в деревне Заневичи Гродненской области. В 1990 году стал одним из первых семинаристов основанной в том же году Гродненской семинарии. 8 декабря 1994 года рукоположен в диаконы, 17 июня 1995 года — в священники. После рукоположения служил в Волковыске.
В 1996—1999 годах продолжил обучение в области канонического права в Люблинском католическом университете в Польше, получил степень магистра канонического права, после чего продолжил служение на родине, в частности преподавал в Гродненской семинарии. В 2005 году был назначен её ректором.
12 марта 2012 года Иосиф Станевский получил от папы Бенедикта XVI почётный титул Капеллан Его Святейшества.
29 ноября 2013 года Папа Франциск назначил Иосифа Станевского вспомогательным епископом Гродненской епархии с присвоением звания титулярного епископа Табаикары. 1 февраля 2014 года состоялась епископская хиротония, которую возглавлял епископ Гродно Александр Кашкевич.
14 сентября 2021 года Папа Франциск назначил Иосифа Станевского архиепископом—митрополитом Минско-Могилёвским.